# Can Subirana
Can Subirana fou una casa al veïnat de Tregurà de Dalt (Ripollès) inclosa en l'Inventari del Patrimoni Arquitectònic de Catalunya.
Casa formada per un gran bloc central rectangular, de dues plantes, amb una gran façana orientada a sud, que s'obre a una gran galeria d'arcs i barana d'obra a cada planta. A través d'una gran escala, que passa pel primer arc de l'esquerra de la primera planta s'accedeix al casal. Les corts estan situades als baixos. L'edifici és envoltat per edificacions secundàries de tipologia tradicional. L'estat general de l'edifici és semi-ruïnós.
Sobre la preexistència d'una casa anterior, entre els segles xviii i xix aproximadament, es construeix el gran casal. Té una vida activa d'uns 150 anys aproximadament, fins que a principis de segle XX la pairaria passà a mans de la pubilla. Els germans d'aquesta es van desentendre de la casa, marxant, i en quedar sense descendència la propietària, esdevé la decadència fins a l'actualitat.